# جوزيف تي هانسن
جوزيف تي هانسن (بالإنجليزية: Joseph T. Hansen)‏ هو نقابي أمريكي، ولد في 1943.